# 夜落紇·密禮遏
密禮遏（?—?），夜落隔氏，甘州回鹘可汗。
北宋太平兴国五年（980年），甘、沙州回鹘可汗夜落纥密礼遏遣使裴溢的等四人，以橐驼、名马、珊瑚、琥珀来进贡宋朝。雍熙元年（984年）四月，西州回鹘与婆罗门僧永世、波斯外道阿里烟一起来进贡北宋。四年（987年），合罗川回鹘第四族首领遣使朝贡宋太宗。端拱二年（989年）九月，回鹘都督石仁政、麽啰王子、邈拿王子、越黜黄水州巡检四族都居住在贺兰山下，无所统属，诸部进贡多通过其地。麽啰王子说，以前被灵州冯晖所阻绝，所以不通贡，今有内附宋朝之意。宋太宗各以锦袍银带赐给他们。